# Liga Oro femenina de hockey línea 2022-23
La temporada 2022-23 de la Liga Oro femenina de hockey línea la disputaron doce equipos de hockey sobre patines en línea de España. El torneo lo organiza la Real Federación Española de Patinaje (RFEP). Constó de dos fases. En la primera fase, hubo dos grupos: el 1 y el 2. En la segunda, también hubo dos equipos: El A y el D. El A está formado por los tres mejores equipos de cada grupo de la primera fase, y el D por los tres últimos. Los puntos se acumulan en las fases.

## Clasificación

### Fase 1

#### Grupo 1
|                                                                   | Equipo                | Puntos | Bonus | J | G | E | P | GF | GC | DG  |
| ----------------------------------------------------------------- | --------------------- | ------ | ----- | - | - | - | - | -- | -- | --- |
| 1                                                                 | Hockey Línea Tucans   | 12     | 0     | 5 | 4 | 0 | 1 | 18 | 9  | 9   |
| 2                                                                 | CPH Skulls Almasera   | 11     | 1     | 5 | 3 | 1 | 1 | 27 | 10 | 17  |
| 3                                                                 | CPLV Panteras UEMC B  | 10     | 0     | 5 | 3 | 1 | 1 | 18 | 8  | 10  |
| 4                                                                 | Lobas-Granja Pinilla  | 9      | 0     | 5 | 3 | 0 | 2 | 10 | 13 | -3  |
| 5                                                                 | CPL Madrid Fénix      | 3      | 0     | 5 | 1 | 0 | 4 | 3  | 12 | -9  |
| 6                                                                 | CP Vila-real Fighters | 0      | 0     | 5 | 0 | 0 | 5 | 6  | 30 | -24 |
|                                                                   |                       | '      |       |   |   |   |   |    |    |     |
| Fuente: Federación Española de Patinaje; actualización automática |                       |        |       |   |   |   |   |    |    |     |

#### Grupo 2
|                                                                   | Equipo                   | Puntos | Bonus | J | G | E | P | GF | GC | DG  |
| ----------------------------------------------------------------- | ------------------------ | ------ | ----- | - | - | - | - | -- | -- | --- |
| 1                                                                 | Angels Sagunto           | 13     | 0     | 5 | 4 | 1 | 0 | 37 | 9  | 28  |
| 2                                                                 | CHL Aranda del Duero     | 12     | 0     | 5 | 4 | 0 | 1 | 25 | 10 | 15  |
| 3                                                                 | CHL Meigas               | 8      | 1     | 5 | 2 | 1 | 2 | 13 | 17 | -4  |
| 4                                                                 | Tres Cantos Patín Club B | 8      | 1     | 5 | 2 | 1 | 2 | 18 | 10 | 8   |
| 5                                                                 | CD Sumendi               | 4      | 0     | 5 | 1 | 1 | 3 | 10 | 14 | -4  |
| 6                                                                 | CP Lóstregos Lucus       | 0      | 0     | 5 | 0 | 0 | 5 | 3  | 46 | -43 |
|                                                                   |                          | '      |       |   |   |   |   |    |    |     |
| Fuente: Federación Española de Patinaje; actualización automática |                          |        |       |   |   |   |   |    |    |     |

### Fase 2

#### Grupo A
|                                                                   | Equipo               | Puntos | Bonus | J  | G | E | P | GF | GC | DG  |
| ----------------------------------------------------------------- | -------------------- | ------ | ----- | -- | - | - | - | -- | -- | --- |
| 1                                                                 | CPLV Panteras UEMC B | 21     | 0     | 10 | 6 | 3 | 1 | 39 | 17 | 22  |
| 2                                                                 | Angels Sagunto       | 21     | 1     | 10 | 6 | 2 | 2 | 28 | 20 | 8   |
| 3                                                                 | CHL Aranda del Duero | 16     | 0     | 10 | 5 | 1 | 4 | 41 | 23 | 18  |
| 4                                                                 | Hockey Línea Tucans  | 13     | 0     | 10 | 4 | 1 | 5 | 21 | 33 | -12 |
| 5                                                                 | CPH Skulls Almasera  | 13     | 2     | 10 | 3 | 2 | 5 | 23 | 31 | -8  |
| 6                                                                 | CHL Meigas           | 6      | 3     | 10 | 0 | 3 | 7 | 6  | 34 | -28 |
|                                                                   |                      | '      |       |    |   |   |   |    |    |     |
| Fuente: Federación Española de Patinaje; actualización automática |                      |        |       |    |   |   |   |    |    |     |

#### Grupo D
|                                                                   | Equipo                   | Puntos | Bonus | J  | G | E | P  | GF | GC | DG  |
| ----------------------------------------------------------------- | ------------------------ | ------ | ----- | -- | - | - | -- | -- | -- | --- |
| 1                                                                 | Lobas-Granja Pinilla     | 24     | 0     | 10 | 8 | 0 | 2  | 33 | 19 | 14  |
| 2                                                                 | Tres Cantos Patín Club B | 21     | 3     | 10 | 5 | 3 | 2  | 41 | 15 | 26  |
| 3                                                                 | CPL Madrid Fénix         | 20     | 0     | 10 | 6 | 2 | 2  | 33 | 16 | 17  |
| 4                                                                 | CD Sumendi               | 18     | 1     | 10 | 5 | 2 | 3  | 41 | 18 | 23  |
| 5                                                                 | CP Vila-real Fighters    | 7      | 0     | 10 | 2 | 1 | 7  | 18 | 39 | -21 |
| 6                                                                 | CP Lóstregos Lucus       | 0      | 0     | 10 | 0 | 0 | 10 | 9  | 68 | -59 |
|                                                                   |                          | '      |       |    |   |   |    |    |    |     |
| Fuente: Federación Española de Patinaje; actualización automática |                          |        |       |    |   |   |    |    |    |     |